# Acrocordia gemmata
La Acrocordia gemmata es una especie de liquen perteneciente a la familia Monoblastiaceae.
Se caracteriza por tener un talo delgado, crustoso, de color que varía entre blanco, gris pálido o verdoso, sin hipófalo visible. Los peritecios son hemisféricos, negros y algo inmersos en el talo, con un ostiolo en la parte superior y pseudoparáfisis de células largas.
Los ascos son estrechamente cilíndricos y presentan una cúpula apical con una amplia cámara ocular, cubierta por una estructura hemisférica en forma de menisco. Cada asco contiene 8 ascosporas elipsoides (de 18–30 x 8–12 μm), que son 1-septadas y poseen un perisporio finamente granular. Los picnidios de Acrocordia gemmata son raros y dispersos, miden entre 0,1 y 0,25 mm, y contienen conidios de 3–5 x 0,8–1 μm. Su fotobionte es Trentepohlia.
La acrocordia gemmata se encuentra comúnmente en la corteza de árboles caducifolios, distribuyéndose por Europa, Asia, Macaronesia, Nueva Zelanda y América del Norte.